# Liparis

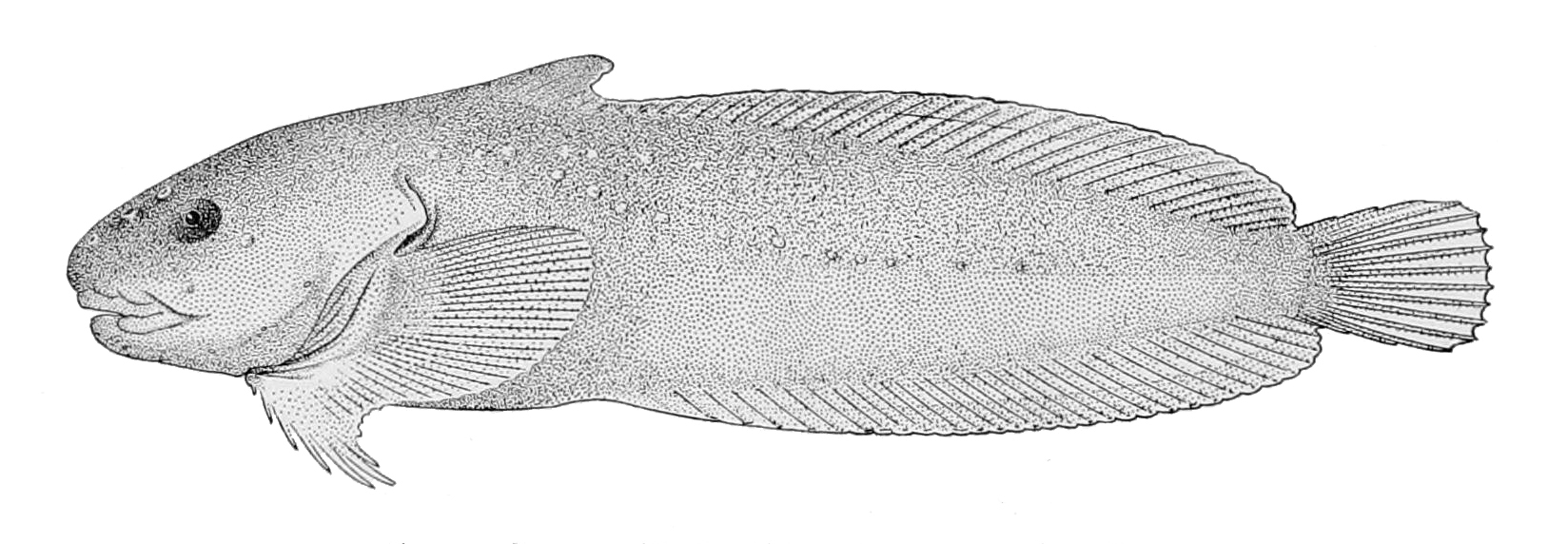
Liparis greeni

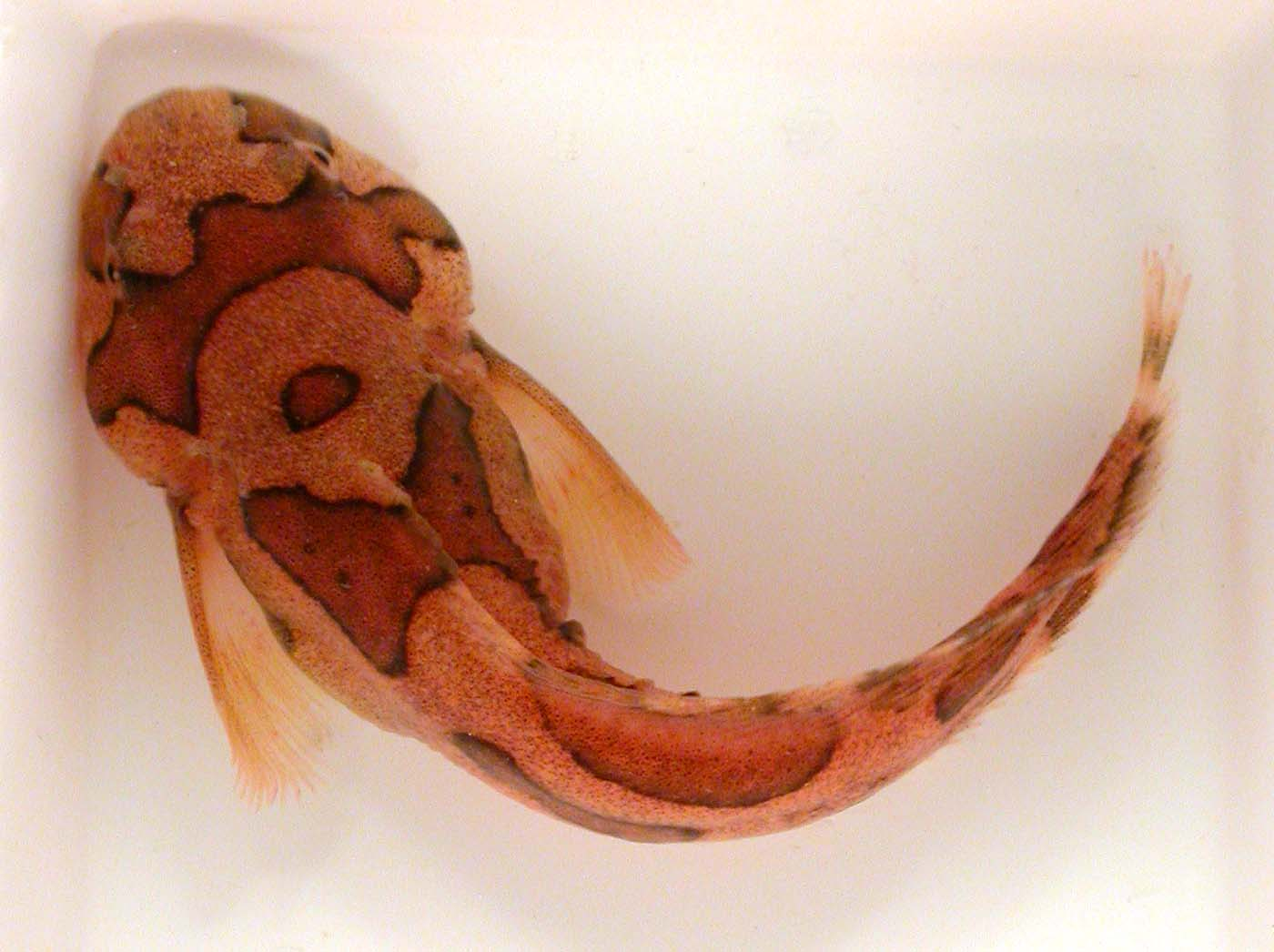
Liparis marmoratus

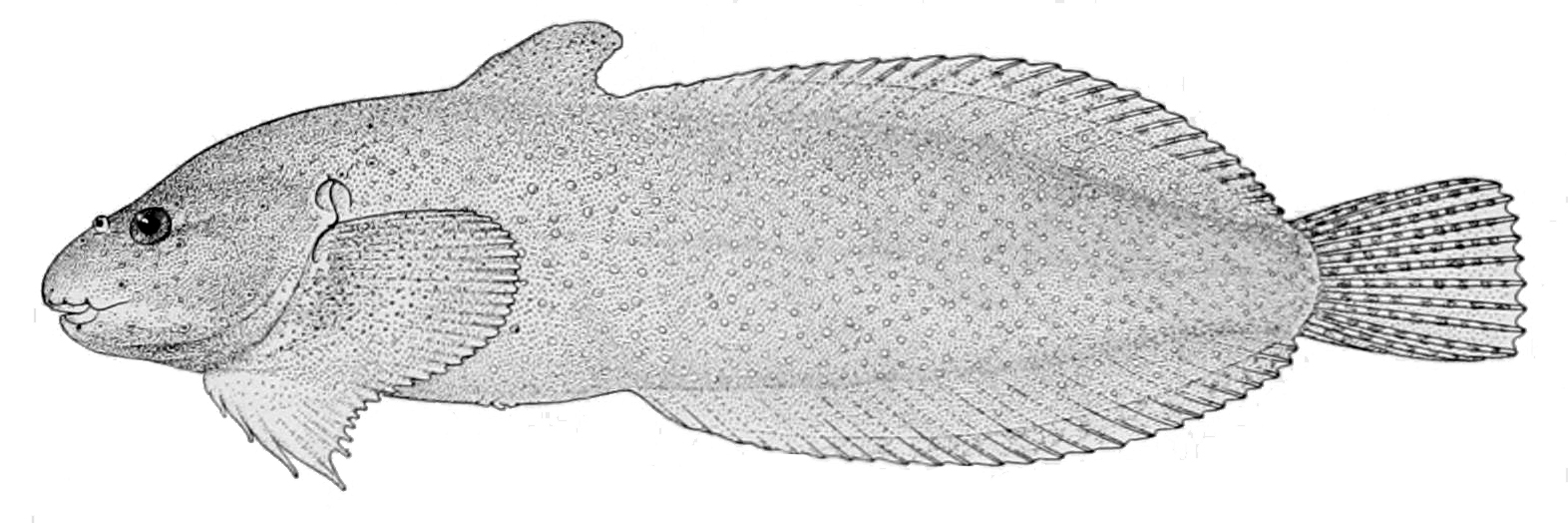
Liparis micraspidophorus

Liparis és un gènere de peixos pertanyent a la família dels lipàrids.

## Reproducció
Té lloc durant l'hivern, la primavera i començaments de l'estiu. Els ous són bentònics, adherits a algues i fan, en general, entre 1 i 2,7 mm de diàmetre. Les larves són pelàgiques.

## Alimentació
Mengen bàsicament crustacis bentònics o pelàgics, i, de tant en tant, peixos i poliquets.

## Hàbitat
Són peixos bentònics o, de vegades, pelàgics fins als 300 m de fondària.

## Taxonomia
- Liparis adiastolus (Stein, Bond & Misitano, 2003)[3]
- Liparis agassizii (Putnam, 1874)[4]
- Liparis alboventer (Krasyukova, 1984)
- Liparis antarcticus (Putnam, 1874)
- Liparis atlanticus (Jordan & Evermann, 1898)[5]
- Liparis bikunin (Matsubara & Iwai, 1954)[6]
- Liparis brashnikovi (Soldatov, 1930)
- Liparis bristolensis (Burke, 1912)
- Liparis burkei (Jordan & Thompson, 1914)
- Liparis callyodon (Pallas, 1814)
- Liparis catharus (Vogt, 1973)
- Liparis chefuensis (Wu & Wang, 1933)
- Liparis coheni (Able, 1976)
- Liparis curilensis (Gilbert & Burke, 1912)
- Liparis cyclopus (Günther, 1861)
- Liparis dennyi (Jordan & Starks, 1895)
- Liparis dubius (Soldatov, 1930)
- Liparis dulkeiti (Soldatov, 1930)
- Liparis eos (Krasyukova, 1984)
- Liparis fabricii (Krøyer, 1847)
- Liparis fishelsoni (Smith, 1967)
- Liparis florae (Jordan & Starks, 1895)
- Liparis frenatus (Gilbert & Burke, 1912)
- Liparis fucensis (Gilbert, 1896)
- Liparis gibbus (Bean, 1881)
- Liparis grebnitzkii (Schmidt, 1904)
- Liparis greeni (Jordan & Starks, 1895)
- Liparis inquilinus (Able, 1973)
- Liparis kusnetzovi (Taranetz, 1935)
- Liparis kussakini (Pinchuk, 1976)
- Liparis latifrons (Schmidt, 1950)
- Liparis lindbergi (Krasyukova, 1984)
- Liparis liparis (Linnaeus, 1766)
- Liparis maculatus (Krasyukova, 1984)
- Liparis marmoratus (Schmidt, 1950)
- Liparis mednius (Soldatov, 1930)
- Liparis megacephalus (Burke, 1912)
- Liparis micraspidophorus (Gilbert & Burke, 1912)
- Liparis miostomus (Matsubara & Iwai, 1954)
- Liparis montagui (Donovan, 1804)
- Liparis mucosus (Ayres, 1855)
- Liparis newmani (Cohen, 1960)
- Liparis ochotensis (Schmidt, 1904)
- Liparis owstoni (Jordan & Snyder, 1904)
- Liparis petschiliensis (Rendahl, 1926)
- Liparis pravdini (Schmidt, 1951)
- Liparis pulchellus (Ayres, 1855)
- Liparis punctatus (Schmidt, 1950)
- Liparis punctulatus (Tanaka, 1916)
- Liparis quasimodo (Krasyukova, 1984)
- Liparis rhodosoma (Burke, 1930)
- Liparis rotundirostris (Krasyukova, 1984)
- Liparis rutteri (Gilbert & Snyder, 1898)
- Liparis schantarensis (Lindberg & Dulkeit, 1929)
- Liparis schmidti (Lindberg & Krasyukova, 1987)
- Liparis tanakae (Gilbert & Burke, 1912)
- Liparis tartaricus (Soldatov, 1930)
- Liparis tessellatus (Gilbert & Burke, 1912)
- Liparis tunicatiformis (Krasyukova, 1984)
- Liparis tunicatus (Reinhardt, 1837)
- Liparis zonatus (Chernova, Stein & Andriàixev, 2004)[7][8][9][10][11][12]